# 安寿と厨子王丸 (映画)
『安寿と厨子王丸』（あんじゅとずしおうまる 英文：The Orphan Brothers）は、1961年7月19日公開の東映動画製作の劇場用アニメ映画。
キャッチコピーは「グランプリに輝く東映動画が世界に贈る感動の名篇!!」。

## 概要
東映創立10周年記念作品であり、予告フィルムには大川博東映社長自らが出演している。 
人物モデルに演技を行わせ、その実写フィルムを下敷きに、アニメーション作画を行う「ライブ･アクション方式」が一部採用されている。
原作の『安寿と厨子王丸』は中世より伝わり、説経節『さんせう太夫』をはじめ、浄瑠璃や童話といった様々な媒体で語り継がれてきた、本来より悲劇性を大きく伴う特徴を持つ物語である。
これを踏まえ本作でも、厨子王丸は肉親も家も奪われ、様々な辛苦を味合わされるが、憎い仇どもを自ら実力で討ち果たす描写は一切ない。このため、映画としてのカタルシスが希薄であり、観方によっては盛り上がりの欠ける内容とも言える。なにより山椒大夫らを逆転した身分で、いわば権力を笠に平伏させる結末には、制作スタッフが猛反発し、本社と東映動画労組が反目しあう中で制作が進められるという異例の事態となった。
DVDは2002年11月21日発売。

## ストーリー
岩城判官正氏には、安寿と厨子王丸という姉弟の子らがいた。上司鬼倉陸奥守は、安寿を嫁に寄こせと迫り、断られた腹いせに正氏の管理する帝の森に火を放ち、その罪を正氏に着せた。こうして正氏は都に連行され、母・八汐は側女の菊乃とともに正氏の無実の罪を晴らさんと幼い姉弟、仲良しのネズミ、子熊、愛犬を連れ、都へと向かう。
しかし、その途上、浜辺で人買いの罠に落ち、母と菊乃、安寿と厨子王丸は生き別れにされてしまう。母は佐渡へ、動物達は見世物に、姉弟は由良の長者・山椒大夫の元へとそれぞれ売られていく。　その際、船上から海へ落とされ溺死した菊乃の魂は人魚となり、のちに人買い達を渦巻きの中へと沈めるのだった。
山椒大夫には二人の息子がいたが、弟の三郎は心優しい若者であり、過酷な労働を耐え忍ぶ姉弟に同情し、いつしか安寿と想い合う仲となる。それを知った山椒大夫と、三郎の兄・二郎は姉弟に仕打ちを繰り返し、ついに安寿は厨子王丸を逃がし、池に入水して、その魂は白鳥の姿となった。
白鳥に導かれ、国分寺へ逃れた厨子王丸は、僧正から関白への送り状をもらい、逃げ出した動物たちとも合流して都へ上った。厨子王丸は、あや姫を助けた縁でその父、関白・藤原師実の庇護を受けるが、遠く九州へ流された父はすでにこの世になかった。師実の元で武術鍛錬に励むうち、年月が流れ、偉丈夫となった厨子王丸は、ときの帝に業成す妖怪を見事退治して陸奥の国守に任ぜられ、「平正道」の名を賜った。ついに父の潔白は晴れ、鬼倉は官を召し上げられ重罪となった。
陸奥への途上、厨子王丸は山椒大夫の元へと足を運び、太夫の襲撃を受けたにも拘らずその罪一切を許す。そして、安寿がすでにこの世に亡きことを知る。三郎は安寿を想って出家していた。佐渡へ向かった厨子王丸は、ついに盲目となった母と再会した。陸奥へ向かう船上で、安寿の化身である白鳥を母とともに見守る厨子王丸であった。

## スタッフ
- 製作：大川博
- 企画：高橋勇
- 演出：藪下泰司、芹川有吾
- 動画監修：山本早苗
- 脚本：田中澄江「よみうり少年少女新聞」連載
- 構成：高橋勇
- 考証：蕗谷虹児
- 撮影：大塚晴郷、中村一雄、東喬明
- 原画：大工原章、森康二、大塚康生、古沢日出夫、熊川正雄、楠部大吉郎
- 動画：紺野修司、喜多眞佐武、奥山玲子、永沢詢、寺千賀雄、吉田迪彦、杉山卓、堀川豊平
- 美術：鳥居塚誠一、浦田又治
- 色彩設計：小山礼司
- トレース：進藤みつ子、本橋文枝、宮崎正子、吉田信子
- 仕上検査：新納三郎
- 撮影：大塚晴郷、中村一雄、東喬明
- 編集：宮本信太郎、稲葉郁三
- 音楽：木下忠司、鏑木創
- 録音：空閑昌敏、森武
- 音響効果：木村一
- 主題歌：「子を恋うる歌」（作詞：木下忠司、歌：松島トモ子、能沢佳子、コーロステルラ合唱団）

## キャスト
- 安寿：佐久間良子
- 厨子王丸（少年時代）：住田知仁（現・風間杜夫）
- 厨子王丸（青年時代）：北大路欣也
- 父・岩木判官：宇佐美淳也
- 母・八汐：山田五十鈴
- 山椒太夫：東野英治郎
- 長男・次郎：平幹二朗
- 次男・三郎：水木襄
- 関白・藤原師実：山村聡
- 娘・あや姫：松島トモ子
- 鬼倉陸奥守：三島雅夫
- 安藤左内：花沢徳衛
- 菊乃：利根はる恵
- 奴頭の権六：富田仲次郎
- 人買いの山岡太夫：永田靖
- 船頭・宮崎の甚八：清村耕次
- 船頭・佐渡の辰公：潮健児
- ネズミのチョン子：武藤礼子
- 子熊のモク：大平透
- 師実の使者：増田順司

## 推薦・受賞

### 推薦
- 文部省選定
- 優秀映画鑑賞会推薦
- 青少年映画審議会推薦
- 主婦連合会推薦
- 機関紙映画クラブ推薦
- 日本PTA全国協議会特選
- 東京都教育映画委員会特選
- 東京都教職員組合推薦
- 学生映画連盟推薦
- 東京都地域婦人団体連盟特選
- 東京映画愛好会連合推薦
- 厚生省中央児童福祉審議会推薦[1]

### 受賞
- リミニ国際映画祭監督賞受賞[1]

## 同時上映
『水戸黄門 助さん格さん大暴れ』
- 主演：月形龍之介
- 厨子王丸役の北大路欣也も出演。